# Jumpman
«Jumpman» — песня, записанная канадским репером и композитором Дрейком совместно с американским репером Фьючером с их совместного студийного альбома-микстейпа What a Time to Be Alive, вышедшая 7 июня 2016 года в качестве четвёртого сингла на лейблах A1, Cash Money, Epic, Freebandz, Republic и Young Money. Песня была написана Aubrey Graham, Nayvadius Wilburn, Leland Wayne, продюсер Metro Boomin. Сингл занял позицию № 12 в хит-параде США (Billboard Hot 100) и вошёл в несколько списков лучших (в том числе № 1 в чарте US Rhythmic Billboard). Тираж сингла в США превысил 3 млн копий и он получил 3-кр. платиновый статус.

## Коммерческий успех
«Jumpman» достиг позиции № 58 в британском хит-параде.
Песня заняла позицию № 12 на Billboard Hot 100. «Jumpman» также достиг позиции № 1 в чарте US Rhythmic Billboard и № 3 в чарте Hot R&B/Hip-Hop Songs. В США тираж сингла превысил 3 млн копий и он получил 3-кр. платиновый статус.
К марту 2016 года тираж превысил 824,000 копий в США.

## Отзывы
Песня имела положительные отзывы, например журнала Spin.
Включена в итоговый список Лучшие синглы США 2016 года по версии Billboard (позиция № 37).

## Чарты
| Чарт (2016)                                | Наивысшая позиция |
| ------------------------------------------ | ----------------- |
| Австралия (ARIA)                           | 47                |
| Бельгия/Фландрия (Ultratip Bubbling Under) | 40                |
| Канада (Billboard Canadian Hot 100)        | 44                |
| Франция (SNEP)                             | 90                |
| Ирландия (IRMA)                            | 77                |
| Нидерланды (Single Top 100)                | 74                |
| New Zealand Heatseekers (RMNZ)             | 4                 |
| Швейцария (Schweizer Hitparade)            | 75                |
| Великобритания (OCC UK Singles)            | 58                |
| США (Billboard Hot 100)                    | 12                |
| США (Billboard Hot R&B/Hip-Hop Songs)      | 3                 |
| США (Billboard Rhythmic)                   | 1                 |

| Чарт (2016)              | Позиция |
| ------------------------ | ------- |
| США US Billboard Hot 100 | 37      |

## Продажи сингла
| Регион | Сертификация  | Продажи   |
| --- | ------------- | --------- |
| Канада (Music Canada) | Золотой       | 40 000    |
| Италия (FIMI) | Золотой       | 25 000    |
| Новая Зеландия (RMNZ) | Золотой       | 7500*     |
| Великобритания (BPI) | Платиновый    | 600 000   |
| США (RIAA) | 5× Платиновый | 5 000 000 |
| ^ Данные о тиражах приведены только на основе сертификации. · Данные о продажах + прослушиваниях приведены только на основе сертификации. |               |           |